# Paulusschwestern der christlichen Liebe von Birmingham
Die Paulusschwestern der christlichen Liebe von Birmingham (englisch: Sisters of Charity of St Paul the Apostle, Ordenskürzel: SP) sind seit 1847 eine römisch-katholische Frauenkongregation mit Sitz in Birmingham. Sie sind nicht zu verwechseln mit den Paulusschwestern von Chartres, aus denen sie hervorgegangenen sind.

## Geschichte
Der katholische Pfarrer von Banbury, William Tandy, der dort 1835 eine Schule für arme Kinder eröffnet hatte, wandte sich in den vierziger Jahren auf der Suche nach Verstärkung mit Billigung seines Bischofs, Nicholas Wiseman, an die Paulusschwestern von Chartres. 1847 kam es zur Aussendung von Geneviève (Désirée) Dupuis (geb. am 28. Januar 1813 in Paris als 15. von 16 Kindern, eingetreten 1834, Ordensname Zoïle) und einer Mitschwester.
Der 1850 zum Bischof geweihte William Bernard Ullathorne OSB (1806–1889) unterstützte sie, ließ aber keinen Zweifel daran, dass er die Loslösung von Chartres und die Errichtung als eigene englische Kongregation wünschte, wie auch die Ansiedlung des Mutterhauses in seiner Bischofsstadt Birmingham. 1864, als es bereits 26 Filialgemeinschaften mit 126 Mitgliedern gab, erreichte Geneviève Dupuis (der Ordensname wurde in England kaum benutzt) beim Papst, mit dem sie in Rom persönlich diskutierte, das nötige Lobdekret für ihre unabhängige Kongregation. Noch im selben Jahr verlegte sie das Mutterhaus nach Selly Park im Südwesten von Birmingham (St Paul’s Convent, 94 Selly Park Road), wo es sich noch heute befindet. Die endgültige Anerkennung der Ordenskonstitutionen durch Rom erfolgte erst 1931.
In den 56 Jahren bis zu ihrem Tod am 25. September 1903 in Selly Park gründete Geneviève Dupuis (als Lebenszeitoberin) 88 Konvente, von denen aber 37 wieder geschlossen werden mussten und 1997 insgesamt noch 14 überlebten. Im Zentrum der Fürsorge und Schulpädagogik der bei ihrem Tod rund 400 Schwestern standen arme Kinder und Waisen. Alle Schwestern waren durch das Noviziat in Selly Park gegangen und von der Oberin geprägt worden. 1938, auf dem Höhepunkt der Entwicklung, zählte die Kongregation 708 Mitglieder, 1997 waren es 324. Die Kongregation griff 1903 nach Irland aus, 1907 nach Schottland und Kanada, 1954 nach Südafrika und 1990 nach Rumänien (ab 1995 mit eigenem Noviziat). Die Festschrift zum 150-jährigen Bestehen listete rund 200 Häuser auf.

### Oberinnen
- 1847–1903: Geneviève Dupuis
- 1903–1903: Gabriel Johnson
- 1904–1906: Benedicta Brodhurst
- 1906–1924: Mechtilde Thelen
- 1924–1947: Mary John of S.H. Barry
- 1947–1953: Borgia Fitzgerald
- 1953–1968: Cecilia Marie Auterson
- 1968–1980: Malachy Joseph Lynch
- 1980–1986: Sheila Mulcahy
- 1986–????: Maria Rosa O‘Sullivan